# Scusa ma ti chiamo amore (singolo)
Scusa ma ti chiamo amore è una canzone eseguita dal gruppo catanese degli Sugarfree. La canzone fa parte della colonna sonora del film Scusa ma ti chiamo amore, film tratto dall'omonimo romanzo di Federico Moccia, che ha collaborato anche alla stesura del testo della canzone.
Il video musicale ufficiale del brano è stato diretto da Gaetano Morbioli.

## Tracce
1. Scusa ma ti chiamo amore

## Successo commerciale
Il brano ha avuto un buon riscontro commerciale rimanendo per 12 settimane nella classifica dei singoli più venduti e vendendo più di 20.000 copie.

## Classifiche
| Classifica (2008) | Posizione massima |
| ----------------- | ----------------- |
| Italia            | 8                 |